# Machiko Ōgimachi

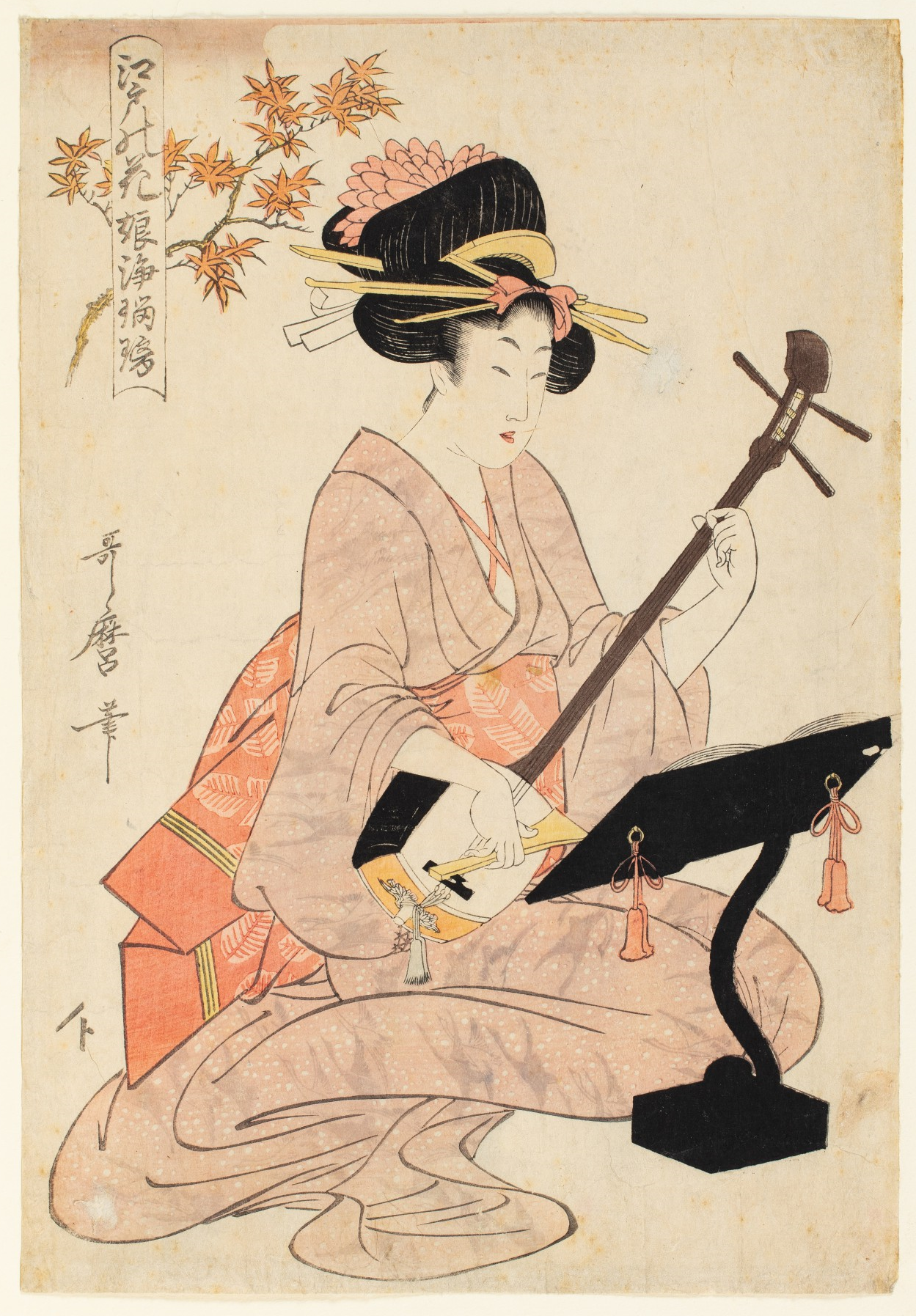
Kitagawa Utamaro, Flores de Edo

Machiko Ōgimachi (正 親 町 町 子, 1675-1724 ) fue una noble dama japonesa, erudita, y miembro de la familia de nobles cortesanos Ōgimachi durante el período Edo. La escritora es conocida por su diario, Matsukage no nikki, que detalla numerosos eventos de ese período en un estilo de escritura inspirado en el Genji Monogatari (novela clásica de la literatura japonesa).

## Vida
Machiko fue la hija del Consejero Mayor (dainagon) del Emperador de Japón, Sanetoyo Ōgimachi,  y hermana menor de un notable erudito sintoísta, Kimmichi Ōgimachi. Recibió la más alta educación como aristócrata de la clase privilegiada. Aprendió las artes consideradas esenciales para los nobles de la corte imperial, incluidas las artes de la caligrafía y la poesía waka. Su familia trazó su linaje hasta el célebre erudito clásico Sanjônishi Sanetaka (1455-1537). 
A la edad de dieciséis años, Machiko se convirtió en la concubina de Yanagisawa Yoshiyasu, quien era el mentor del quinto shogun Tokugawa, Tsunayoshi Tokugawa.

## Obras notables
Machiko escribió el Matsukage no nikki (en español, Diario a la sombra de un pino), un famoso relato militar del período 1685-1709. Esta crónica castrense consta de cuatro kan, y se basa en el modelo Eiga Monogatari . Así como aquel monogatari (género literario japonés) da cuenta de la magnificencia de Fujiwara no Michinaga, el diario de Machiko da una descripción detallada de la gloria de Yoshiyasu durante este período. La característica de la obra es el poder de observación típicamente femenino.